# Tereza Smitková
Tereza Smitková (Hradec Králové, 10 ottobre 1994) è una tennista ceca.

## Biografia
Il padre è un insegnante di inglese, la madre operaia in fabbrica. Ha impugnato la prima racchetta a 7 anni, spinta dai genitori. Le superfici da lei preferite sono l'erba e il cemento.

## Carriera
Nel circuito ITF ha vinto nove titoli di cui 8 in singolare e 7 in doppio.
Il suo debutto nel circuito WTA avviene nel 2013 al Nürnberger Versicherungscup di Norimberga dove supera le qualificazioni battendo Katarzyna Piter, Anna-Lena Friedsam e Lara Michel, per poi essere sconfitta al primo turno del tabellone principale dalla statunitense Julia Cohen.
Al BGL Luxembourg Open 2013 di Lussemburgo supera anche in questo caso le qualificazione eliminando via via Julija Putinceva, Despina Papamichail e Alison Van Uytvanck; supera per la prima volta in carriera il primo turno in un main draw battendo la francese Kristina Mladenovic, mentre nel turno successivo racimola quattro game contro la tedesca Sabine Lisicki.
Al Torneo di Wimbledon 2014 ha raggiunto il quarto turno partendo dalle qualificazioni, battendo in ordine la georgiana Sofia Šapatava (6-3, 7–6(5)), l'inglese Gabriella Taylor (6-3, 6-4), la statunitense Madison Brengle (6-3, 3-6, 6-1), la taipeana Hsieh Su-wei (6-3, 6-3), la statunitense Coco Vandeweghe (6-3, 7–6(4)) e la serba Bojana Jovanovski (4-6, 7–6(5), 10-8), prima di perdere contro la connazionale Lucie Šafářová (6-0, 6-2). A fine stagione ha vinto il suo primo titolo WTA in singolare, sconfiggendo in finale a Limoges la francese Kristina Mladenovic.
Agli Australian Open 2015 riesce a qualificarsi per il secondo turno del torneo per la prima volta in carriera, dove però è costretta a cedere all'italiana Camila Giorgi per 6-1 6-4.

## Circuito WTA 125

### Singolare

#### Vittorie (1)
| N. | Data            | Torneo                            | Superficie  | Avversara in finale | Punteggio   |
| 1. | 9 novembre 2014 | Open GDF Suez de Limoges, Limoges | Cemento (i) | Kristina Mladenovic | 7-6(4), 7-5 |

## Statistiche ITF

### Singolare

#### Vittorie (8)
| Torneo $100.000 (1) |
| Torneo $80.000 (0)  |
| Torneo $75.000 (0)  |
| Torneo $60.000 (0)  |
| Torneo $50.000 (0)  |
| Torneo $40.000 (0)  |
| Torneo $25.000 (4)  |
| Torneo $15.000 (0)  |
| Torneo $10.000 (3)  |

| N. | Data             | Torneo                                                                                             | Superficie    | Avversaria in finale | Score               |
| 1. | 22 gennaio 2012  | Internationaler Württembergische Hallenmeisterschaften um den Südwestbank-Cup, Stoccarda-Stammheim | Sintetico (i) | Maryna Zanevs'ka     | 6-4, 7-6(4)         |
| 2. | 18 marzo 2012    | AEGON Pro Series Bath Futures, Bath                                                                | Cemento (i)   | Katarzyna Piter      | 4-6, 6-2, 6-1       |
| 3. | 15 aprile 2012   | Gariful Hvar Open, Lesina                                                                          | Terra rossa   | Karla Popovic        | 2-6, 6-4, 6-2       |
| 4. | 20 aprile 2014   | Karshi ITF Combined Event, Karshi                                                                  | Cemento       | Nigina Abduraimova   | 6-3, 4-6, 7-6(4)    |
| 5. | 22 ottobre 2017  | Open GDF Suez de Touraine, Joué-lès-Tours                                                          | Cemento (i)   | Myrtille Georges     | 6-3, 7-5            |
| 6. | 11 febbraio 2018 | AEGON Pro-Series Loughborough, Loughborough                                                        | Cemento (i)   | Conny Perrin         | 6-3, 6-2            |
| 7. | 24 giugno 2018   | Ilkley Trophy, Ilkley                                                                              | Erba          | Dayana Yastremska    | 7–6(2), 3–6, 7–6(4) |
| 8. | 5 agosto 2018    | AEGON Pro Series Foxhills, Woking                                                                  | Cemento       | Ivana Jorović        | 6(5)–7, 7–5, 6–4    |

#### Sconfitte (7)
| Torneo $100.000 (0) |
| Torneo $80.000 (0)  |
| Torneo $75.000 (0)  |
| Torneo $60.000 (1)  |
| Torneo $50.000 (1)  |
| Torneo $40.000 (0)  |
| Torneo $25.000 (2)  |
| Torneo $15.000 (1)  |
| Torneo $10.000 (2)  |

| N. | Data             | Torneo                                                     | Superficie  | Avversaria in finale | Score            |
| 1. | 7 agosto 2011    | Marek Wlodarczyk Memorial, Iława                           | Terra rossa | Ulrikke Eikeri       | 3-6, 2-6         |
| 2. | 19 febbraio 2012 | Internationaler Badische Meisterschaften der Damen, Leimen | Cemento (i) | Melanie Klaffner     | 6–2, 6(5)–7, 1–6 |
| 3. | 9 luglio 2016    | Reinert Open, Versmold                                     | Terra rossa | Antonia Lottner      | 6-3, 5-7, 3-6    |
| 4. | 31 luglio 2016   | BMW AHG Cup, Horb am Neckar                                | Terra rossa | Tamara Korpatsch     | 2-6, 1-6         |
| 5. | 21 marzo 2021    | World Tour Tennis Bratislava, Bratislava                   | Cemento (i) | Linda Nosková        | 6–4, 6(4)–7, 5–7 |
| 6. | 5 settembre 2021 | Kuchyně Gorenje Prague Open, Praga                         | Terra rossa | Magdalena Fręch      | 2-6, 1-6         |
| 7. | 12 febbraio 2023 | GB Pro-Series Bath, Bath                                   | Cemento (i) | Rebecca Šramková     | 2-6, 2-6         |

### Doppio

#### Vittorie (7)
| Torneo $100.000 (0) |
| Torneo $80.000 (0)  |
| Torneo $75.000 (0)  |
| Torneo $60.000 (0)  |
| Torneo $50.000 (1)  |
| Torneo $40.000 (0)  |
| Torneo $25.000 (5)  |
| Torneo $15.000 (0)  |
| Torneo $10.000 (1)  |

| N. | Data              | Torneo                             | Superficie    | Compagna           | Avversarie in finale                  | Punteggio           |
| 1. | 14 aprile 2012    | Gariful Hvar Open, Lesina          | Terra rossa   | Martina Kubičíková | Tereza Martincová Petra Rohanová      | 6-2, 6-4            |
| 2. | 25 agosto 2012    | Synot Tip Open, Praga              | Terra rossa   | Jesika Malečková   | Anastasija Pivovarova Arina Rodionova | 6-1, 6-4            |
| 3. | 29 giugno 2013    | Smart Card Open Monet+, Zlín       | Terra rossa   | Martina Borecká    | Paula Kania Katarzyna Piter           | 6-1, 5-7, [10-8]    |
| 4. | 16 novembre 2013  | Hart Open, Zawada                  | Sintetico (i) | Nikola Fraňková    | Justyna Jegiołka Diāna Marcinkēviča   | 6-1, 2-6, [10-8]    |
| 5. | 25 aprile 2014    | Lale Cup, Istanbul                 | Cemento       | Petra Krejsová     | Michaëlla Krajicek Aleksandra Krunić  | 1-6, 7-6(2), [11-9] |
| 6. | 3 febbraio 2017   | Open GDF Suez De L'Isere, Grenoble | Cemento (i)   | Ilona Kramen'      | Alexandra Cadanțu Cornelia Lister     | 6-1, 7-5            |
| 7. | 26 settembre 2020 | Zubr Cup, Přerov                   | Terra rossa   | Chantal Škamlová   | Nicoleta Dascălu Raluca Șerban        | 7-6(5), 7-6(4)      |

#### Sconfitte (7)
| Torneo $100.000 (0) |
| Torneo $80.000 (0)  |
| Torneo $75.000 (0)  |
| Torneo $60.000 (1)  |
| Torneo $50.000 (1)  |
| Torneo $40.000 (0)  |
| Torneo $25.000 (1)  |
| Torneo $15.000 (3)  |
| Torneo $10.000 (1)  |

| N. | Data              | Torneo                                      | Superficie  | Compagna           | Avversarie in finale                    | Punteggio        |
| 1. | 21 aprile 2012    | Bluesun Bol Ladies Open, Bol                | Terra rossa | Jesika Malečková   | Nicole Clerico Anaïs Laurendon          | 2–6, 0–6         |
| 2. | 24 novembre 2012  | Vitality Trophy, Vendryně                   | Cemento (i) | Martina Kubičíková | Jesika Malečková Kateřina Vaňková       | 6(2)–7, 2–6      |
| 3. | 23 agosto 2013    | Braunschweig Women's Open, Braunschweig     | Terra rossa | Tereza Maliková    | Clothilde de Bernardi Isabella Šinikova | 6-3, 1-6, [8-10] |
| 4. | 7 settembre 2013  | Save Cup, Mestre                            | Terra rossa | Petra Krejsová     | Laura Thorpe Stephanie Vogt             | 6(5)–7, 5–7      |
| 5. | 29 settembre 2013 | AEGON Pro-Series Loughborough, Loughborough | Cemento (i) | Magda Linette      | Çağla Büyükakçay Pemra Özgen            | 2-6, 7-5, [6-10] |
| 6. | 1º settembre 2017 | Ladies Open Dunakeszi, Dunakeszi            | Terra rossa | Alexandra Cadanțu  | Irina Maria Bara Chantal Škamlová       | 6(7)-7, 4-6      |
| 7. | 27 marzo 2021     | World Tour Tennis Bratislava, Bratislava    | Cemento (i) | Veronika Vlkovská  | Elena Malõgina Alice Robbe              | 6–3, 3–6, [5–10] |

## Risultati in progressione
| Sigla | Risultato               |
| ----- | ----------------------- |
| V     | Vincitore               |
| F     | Finalista               |
| SF    | Semifinalista           |
| O     | Oro olimpico            |
| A     | Argento olimpico        |
| SF    | Bronzo olimpico         |
| QF    | Quarti di Finale        |
| 4T    | Quarto turno            |
| 3T    | Terzo turno             |
| 2T    | Secondo turno           |
| 1T    | Primo turno             |
| RR    | Round Robin             |
| LQ    | Turno di qualificazione |
| A     | Assente                 |
| ND    | Non disputato           |

| Legenda superfici    |
| -------------------- |
| Cemento              |
| Terra battuta        |
| Erba                 |
| Superficie variabile |

### Singolare nei tornei del Grande Slam
| Torneo          | 2014 | 2015 | V--S |
| --------------- | ---- | ---- | ---- |
| Australian Open | A    | 2T   | 1-1  |
| Open di Francia | A    |      | 0-0  |
| Wimbledon       | 4T   |      | 3-1  |
| US Open         | 1T   |      | 0-1  |
| Totale          | 3-2  | 1-1  | 4-3  |

### Doppio nei tornei del Grande Slam
| Torneo          | 2014 | 2015 | V--S |
| --------------- | ---- | ---- | ---- |
| Australian Open | A    | A    | 0-0  |
| Open di Francia | A    |      | 0-0  |
| Wimbledon       | A    |      | 0-0  |
| US Open         | 1T   |      | 0-1  |
| Totale          | 0-1  | 0-0  | 0-1  |

### Doppio misto nei tornei del Grande Slam
Nessuna partecipazione